# Morkovice-Slížany

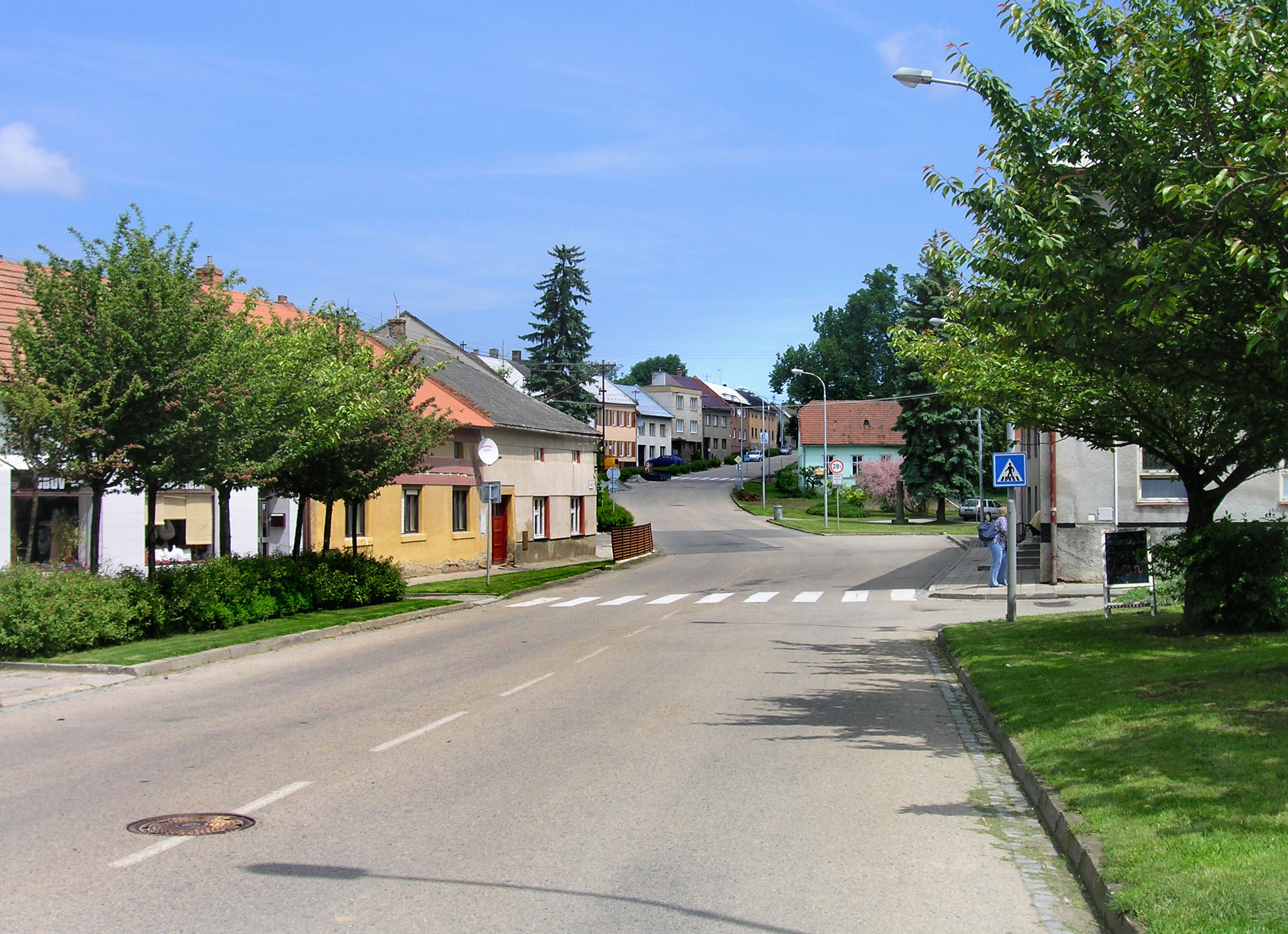
Morkovice-Slížany

Morkovice-Slížany (deutsch Morkowitz-Slischan) ist eine Stadt in Tschechien. Sie liegt 18 km südwestlich von Kroměříž und gehört zum Okres Kroměříž.

## Geographie
Die Stadt liegt nördlich des Littentschitzer Berglandes. In Morkovice-Slížany kreuzen sich die Staatsstraßen 428 zwischen Ivanovice na Hané/D 1 und Zdounky mit der 433 von Němčice nad Hanou über Mořice/D 1 nach Střílky. Der Bahnverkehr auf der Nebenstrecke Nezamyslice–Morkovice wurde eingestellt und der Betrieb durch Busse ersetzt.
Nachbarorte sind Prasklice und Počenice-Tetětice im Norden, Medlov im Nordosten, Zborovice im Osten, Troubky-Zdislavice im Südosten, Skavsko im Süden sowie Pornice und Pačlavice im Westen.

## Geschichte
Die erste schriftliche Erwähnung von Morckwycz (Morckwitz) stammt von 1222. Ab 1353 ist das östlich angrenzende Dorf Slížany als de Slezan belegt. Die im Marktflecken Morkovice befindliche Feste war ein mittelalterlicher Herrschaftssitz, der 1468 auch den Angriffen von Truppen des Ungarnkönigs Matthias Corvinus standhielt. Besitzer von Morkovice, zu dem auch Slížany gehörte, war ab 1480 das Geschlecht von Zástřizel. Später wechselte das Schloßgut häufiger die Eigentümer, zuletzt erwarb es 1911 Graf Philipp Kinsky, der es bis zur Enteignung 1948 besaß.
1960 wurde der Flecken Morkovice und die Gemeinde Slížany zur Stadt Morkovice-Slížany vereinigt.

## Ortsgliederung
Morkovice-Slížany besteht aus den Ortsteilen Morkovice (Morkowitz) und Slížany (Slischan).

## Sehenswürdigkeiten
- Kirche Johannes des Täufers in Morkovice, erbaut vor 1389 und später mit barockem Turmbau erweitert
- Schloss Morkovice
- Grab von Marie Tylová (1848–1868), Tochter von Josef Kajetán Tyl, während eines Gastspiels der Standler Theatergesellschaft verstorben

## Bilder

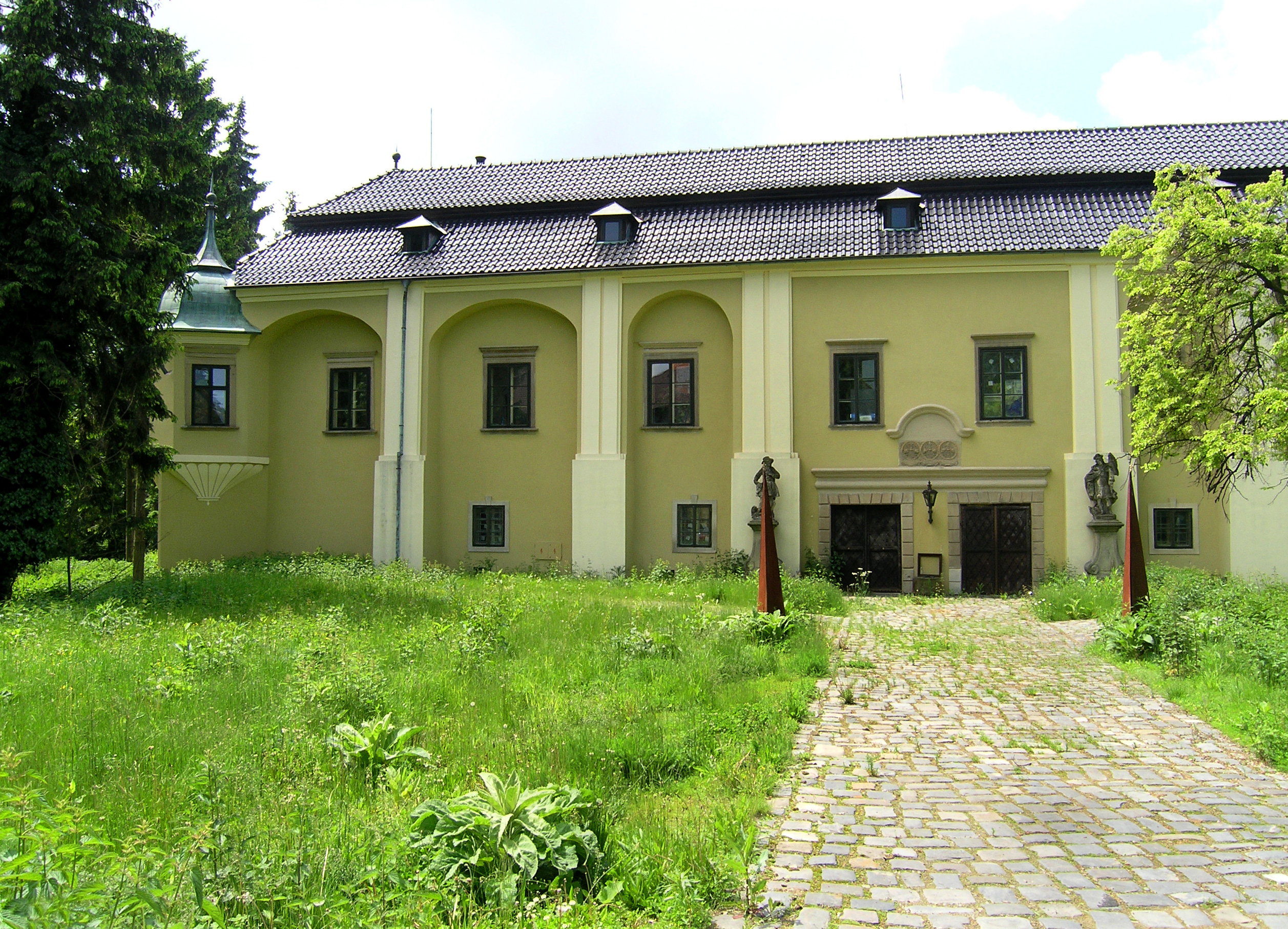
Schloss Morkovice
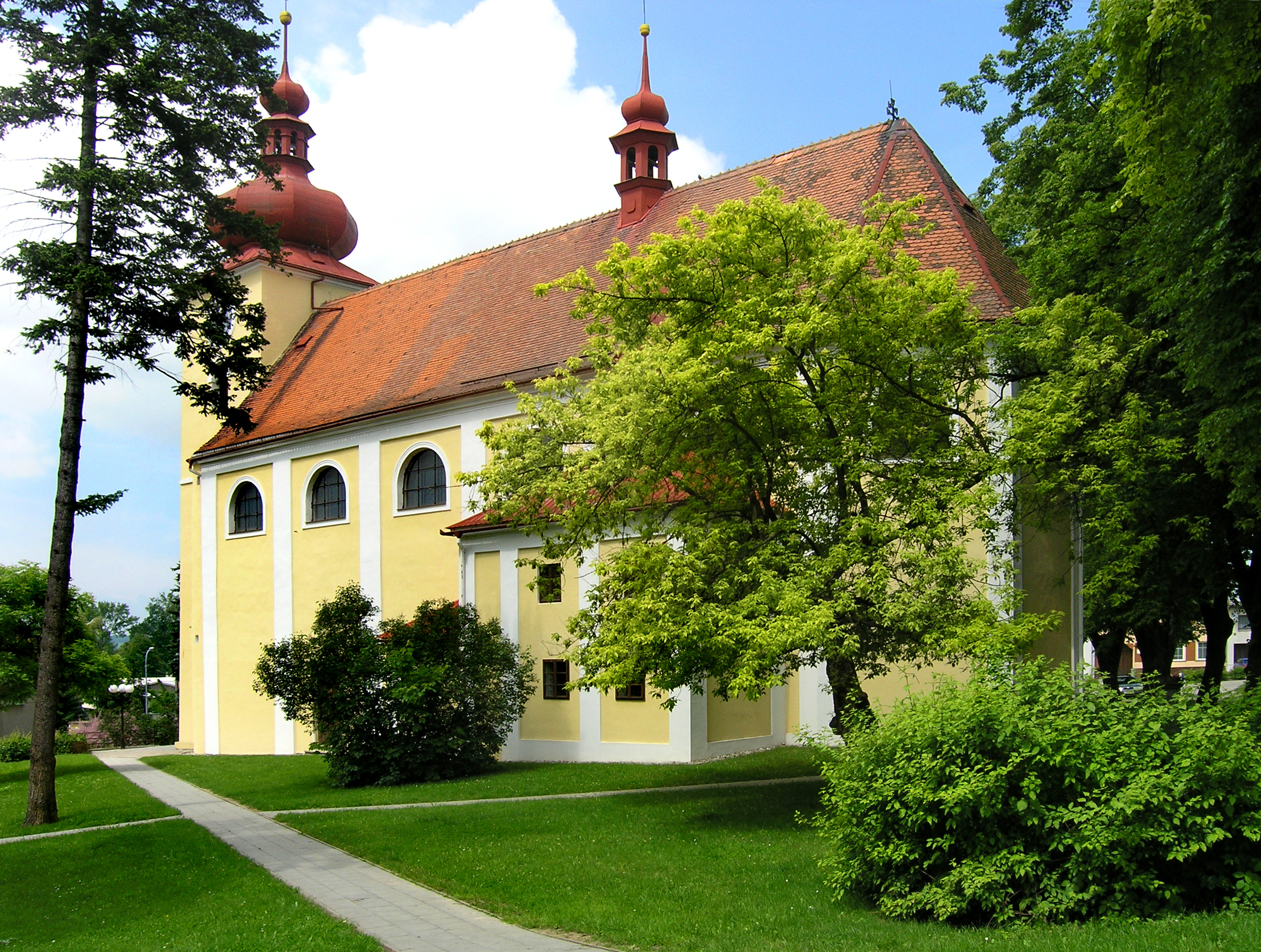
Kirche Johannes des Täufers